# 名古屋大空襲

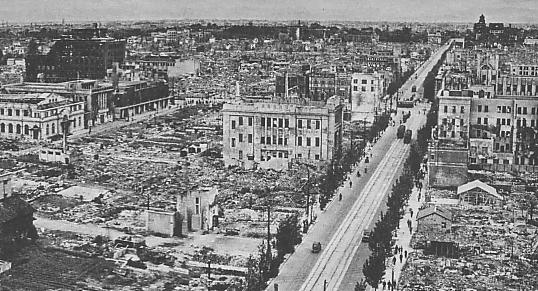
空襲後的名古屋市街

名古屋大空襲（日语：／ Nagoya daikūshū）是第二次世界大戰末期美軍多次對名古屋市進行的一系列戰略轟炸的總稱。大規模轟炸有1945年3月12日、3月19日、5月14日三次，其中3月19日的轟炸造成名古屋車站失火，5月14日的轟炸使古跡名古屋城大部份被燒毀。